# Pseudaleuria
Pseudaleuria es un género de hongos de la familia Pyronemataceae. El género que contiene dos especies fue circunscrito por Demaris Lusk en 1987 la especie tipo es P. quinaultiana, nativa de la península Olímpica en América del Norte. P. fibrillosa fue transferido al género (desde Cheilymenia) en 2003.